# Bozieș, Bistrița-Năsăud
Bozieș (în maghiară Magyarborzás) este un sat în comuna Chiochiș din județul Bistrița-Năsăud, Transilvania, România.

## Demografie
Componența etnică a satului Bozieș
     Maghiari (47,4%)
     Români (46,5%)
     Romi (6,1%)
La recensământul din 2002 populația satului era de 718 locuitori, dintr care: 339 maghiari, 334 români și 44 romi.

## Istorie
- Satul este atestat documentar în anul 1332 cu numele: Buzyas
- Inițial a fost un sat maghiar romano-catolic, însă în perioada reformei majoritatea locuitorilor au trecut la Biserica Reformată

## Vezi și
- Biserica de lemn din Bozieș, Bistrița Năsăud
- Biserica reformată din Bozieș

### Listă de pastori reformați ai Satului
Szőllősi János (1618), Szentkirályi György, Fekete Pál (?-1745), Péterfalvi István (1748-?), Bányai M.István (1753-?), Bitai András(1755-1799), Pál István (1788, 1795-1800), Szentmiklósi István lévita (1802-1816), Kolozsvári Sámuel (1817-1818), Kovács Sámuel (1819-1821), Olasz József (1821), Olasz György (1824-?), Zsoldos Mihály (1827-?), Balog Pál (1829-?), Farczádi Kovács Sámuel (1831-?), Benedek Sámuel (1831-?), Bálint Nagy Sámuel (1834-?), Nagy Ábrahám (1851-?), Bartók Zsigmond (1857-1858), Csejdi István (1858-?), Csiszár Farkas (1861-?), Sipos Gyula (1893-1933), Kadácsi Zoltán (1934-1935), Mágner Sándor (1935), Szigyártó Albert (1936-1937), Keresztes Sándor (1938-1940), Nagy Mihály (1941), Horváth László (1941), Nagy Béla (1942-1944), Krizbay Miklós (1945-1963), Antal Margit (1963-1966, 1974-1980), Horváth Loránd (1966-1971), Pünkösdi Lajos (1972), Kiss Károly (1973), Gáll Mihály (1980-1986), Lukács Dániel (1988-2016).

## Imagini

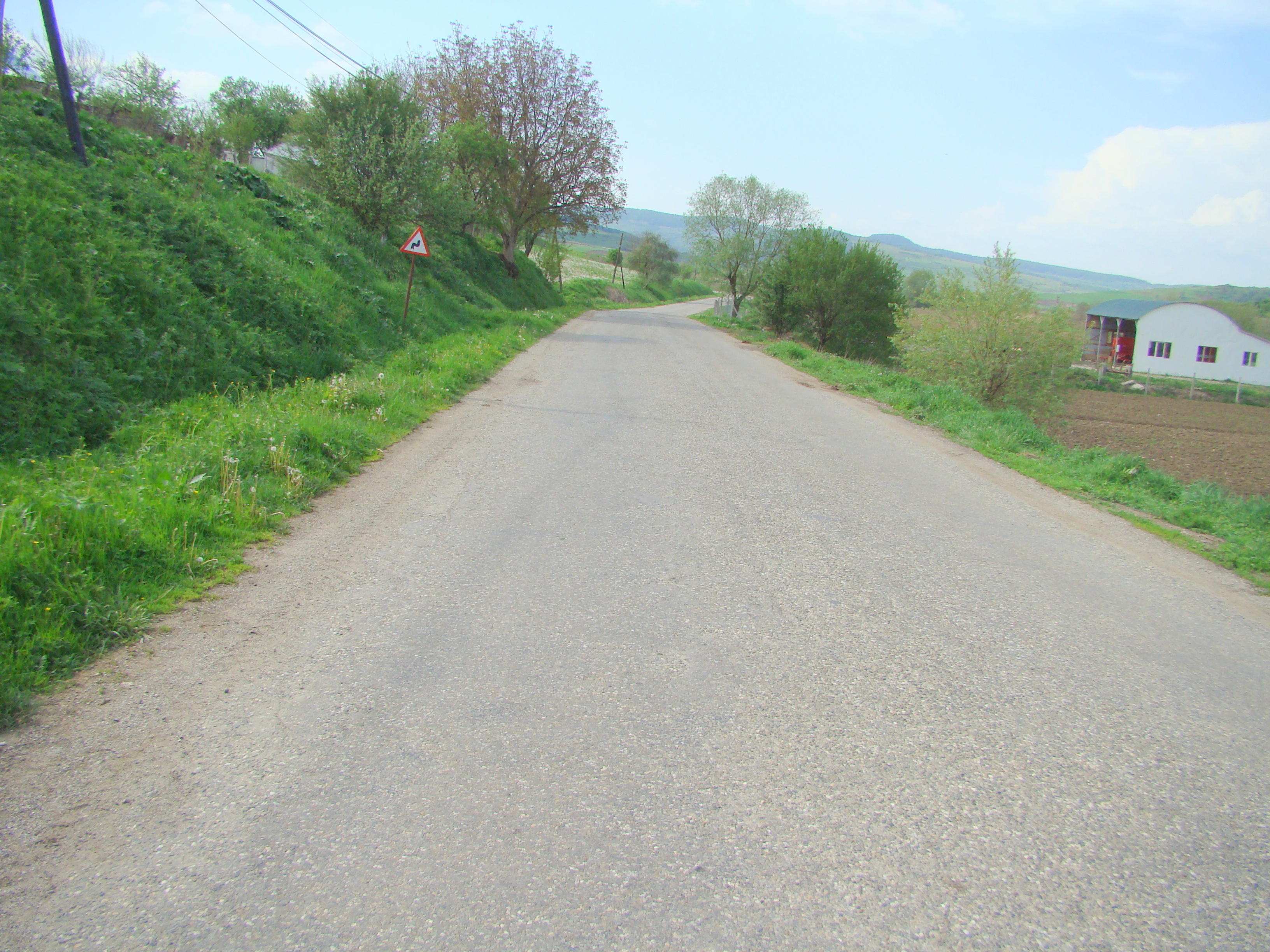
Drumul Beclean-Bozieș
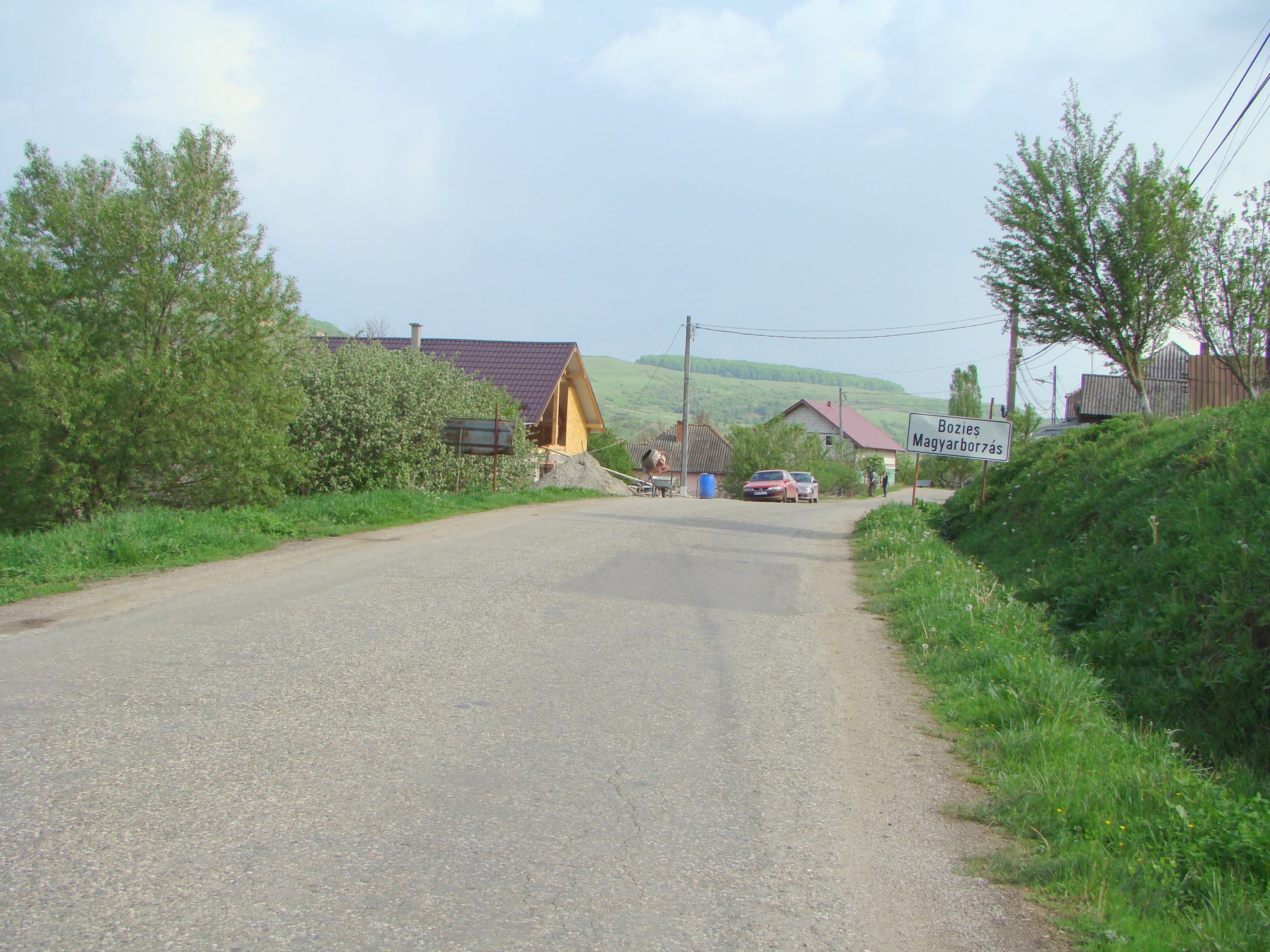
Intrarea în localitate
Biserica de lemn
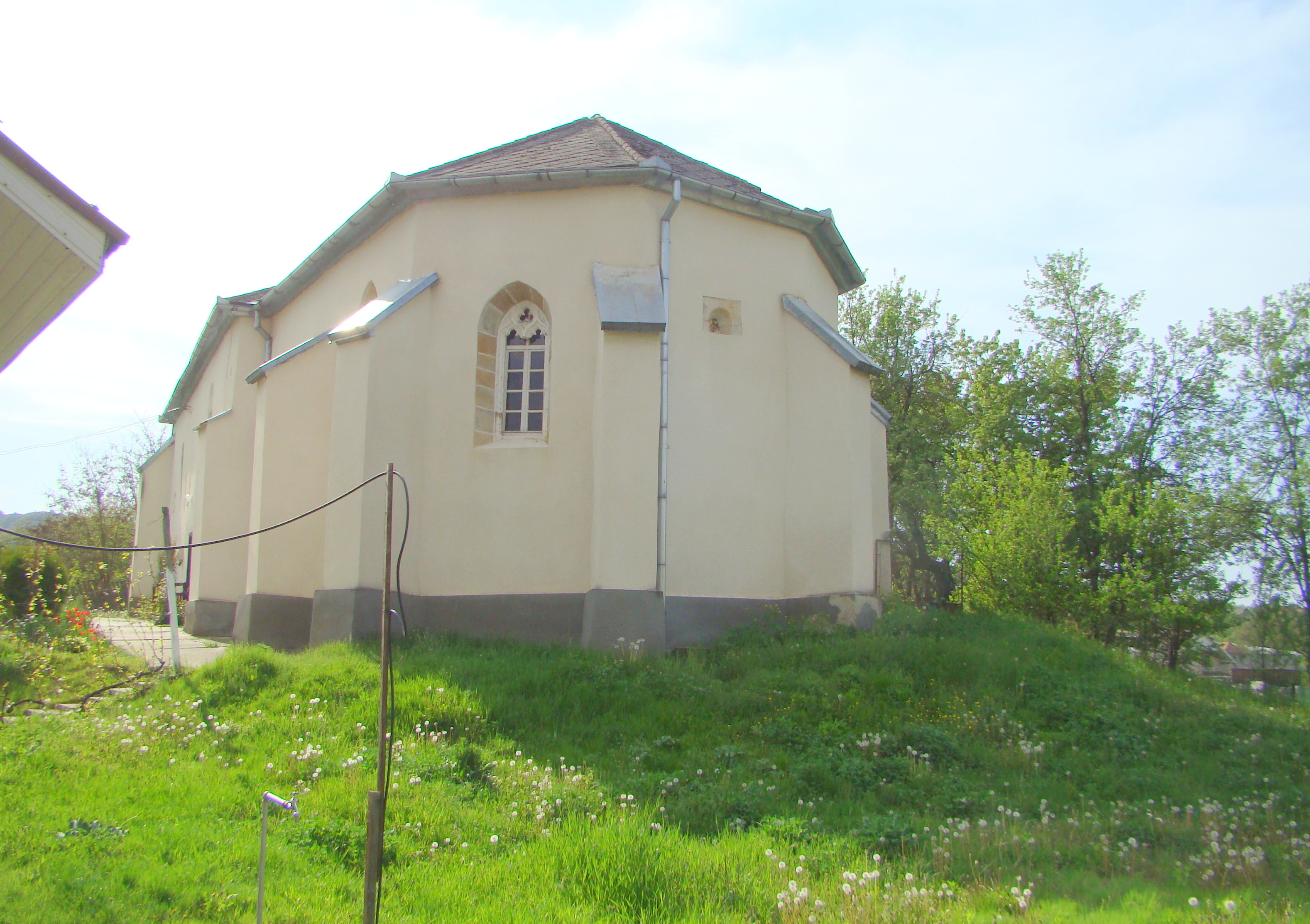
Biserica reformată (monument istoric)
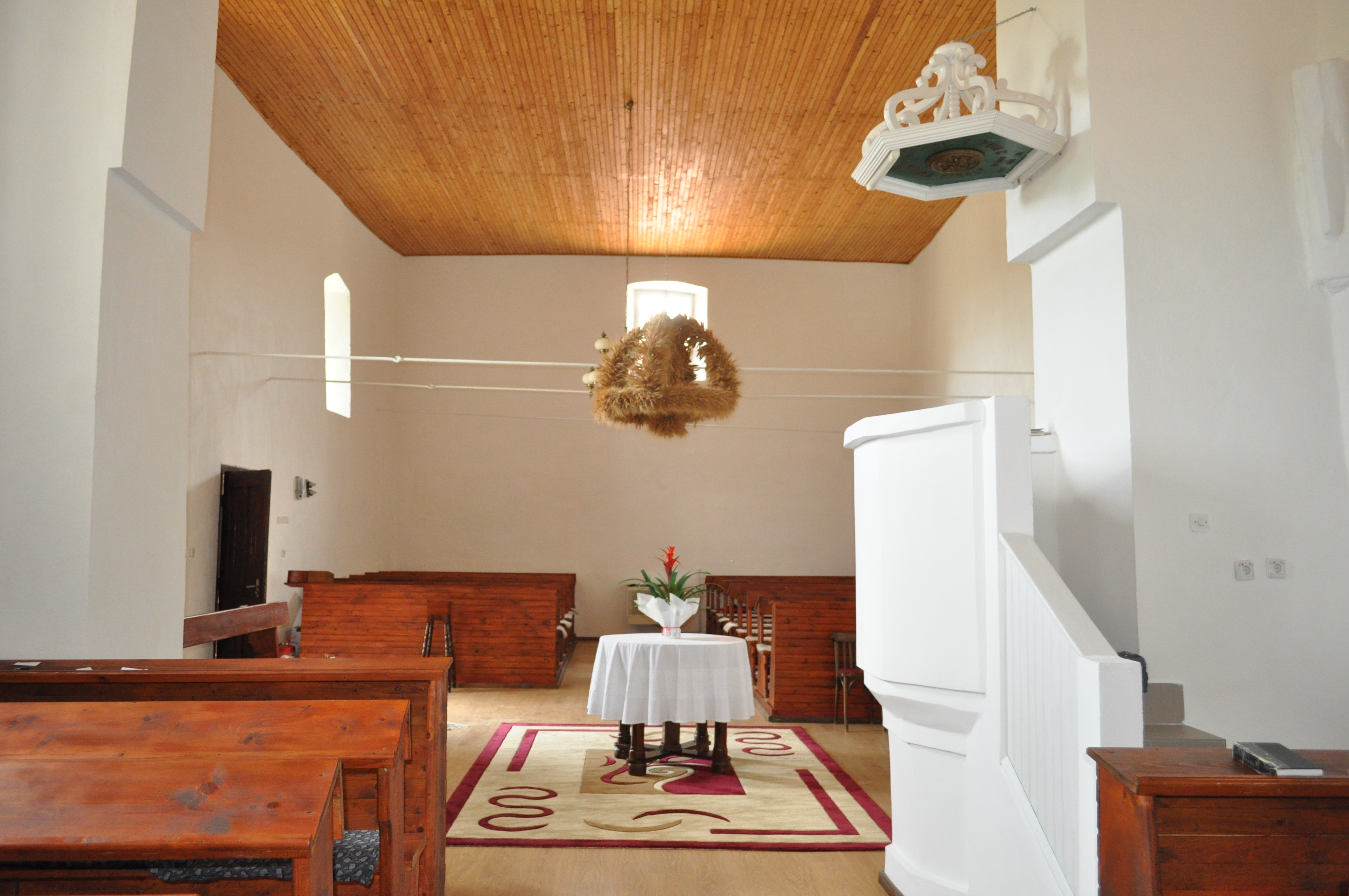
Biserica reformată (interior)
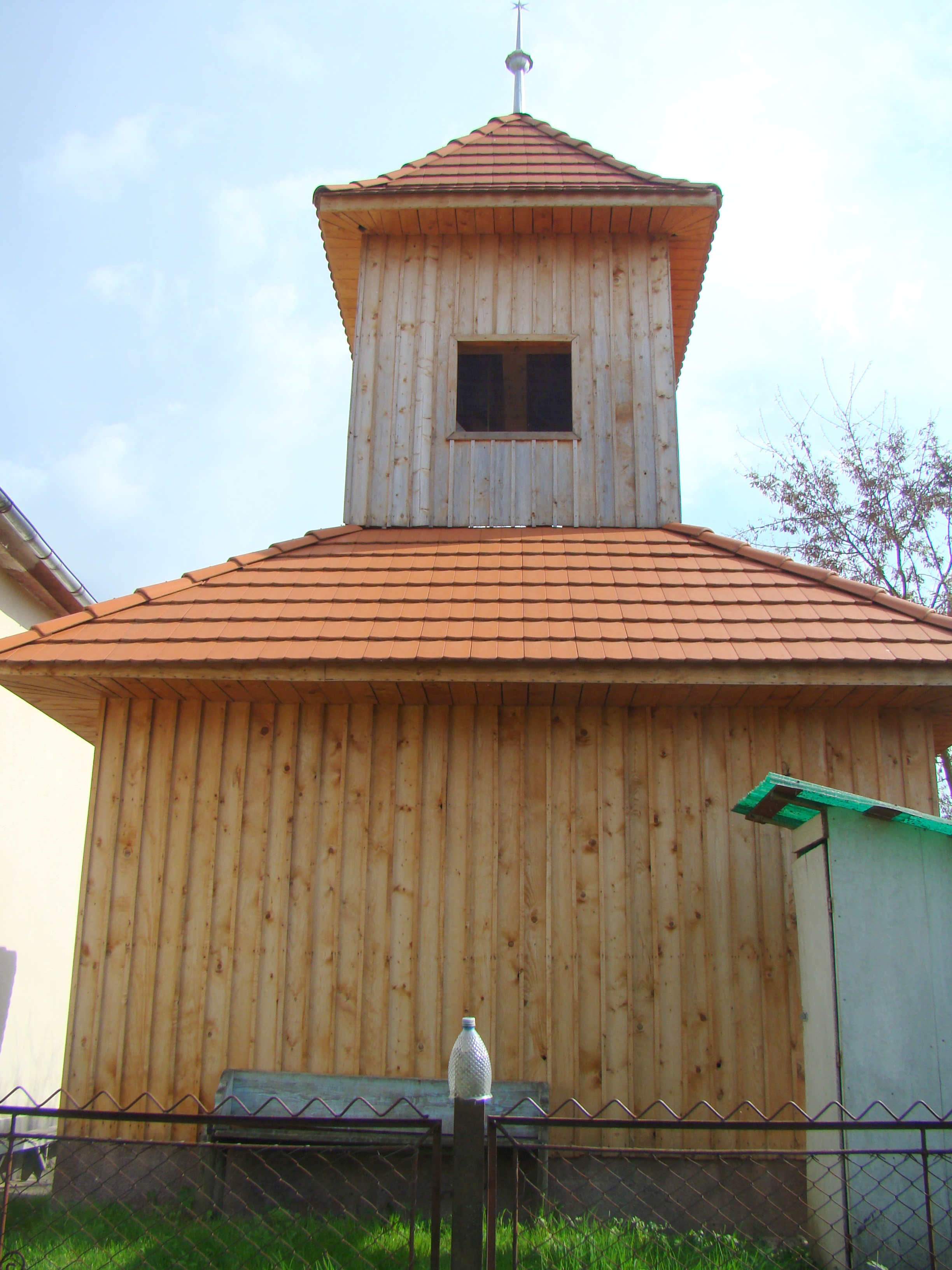
Clopotnița de lemn a bisericii reformate